# Faon (liberto)
Faon foi um liberto imperial e confidente do imperador Nero. Ele, com Epafrodito, Neófito e Esporo, levou Nero para sua villa na área suburbana de onde o imperador viria a cometer suicídio em seguida.
Uma inscrição de ânfora foi encontrada com o escrito "Phaontis | Aug(usti) l(iberti) a rat(ionibus)", que poderia significar que ele era o mestre das contas (magister a rationibus) ou secretário das finanças de Nero.
Não é claro se ele era um liberto de Nero ou de Domícia Lépida, cujas propriedades e direitos patronais foram transferidos para Nero após a sua execução em 51. Um "L. Domitius Phaion" é mencionado em uma inscrição.

## Na ficção
Faon aparece no filme Quo Vadis (1951) como um arquiteto de Nero, interpretado por D. A. Clarke-Smith.